# Ajub Hmajed
Ajub Fahd Hmajed, Ajoub Hmayed, Ayoub Humayed (ur. 1945 w Bejt Lejf) – libański prawnik i polityk szyicki, wiceprezes Amalu. Ukończył prawnicze studia doktoranckie na Uniwersytecie Libańskim. W 1978 r. został członkiem Amalu. Od 1992 r. sprawuje mandat deputowanego libańskiego parlamentu, reprezentując dystrykt Bint Dżubajl. W trzecim gabinecie Rafika Haririego (1996-1998) kierował ministerstwem spraw socjalnych. W latach 2000–2003 był natomiast ministrem energii i wody.